# 松下記念病院
松下記念病院（まつしたきねんびょういん）は大阪府守口市にありパナソニック健康保険組合が運営する医療機関である。地域医療支援病院・大阪府癌診療拠点病院・臨床研修指定病院等に指定されている。
松下介護老人保健施設「はーとぴあ」・松下看護専門学校・産業保健センター・健康開発センターを運営している。

## 沿革
- 1940年11月 事業主医療機関として松下病院が設立される（病床数13床）
- 1953年4月 健保直営病院として移管される
- 1955年3月 第1期工事完成【病棟・診療棟・看護婦宿舎】（病床数170床）
- 1957年12月 第2期工事完成【病棟】（病床数210床）
- 1958年8月 総合病院に発展する
- 1964年10月 第3期工事完成【鉄筋建病棟】（病床数205床）
- 1966年7月 第4・5期工事完成【鉄筋建病棟】（病床数302床）
- 1968年7月 臨床研修指定病院に認定される
- 1977年9月 組合設立40周年を記念して松下CTセンター・超音波センター・腎不全センターを設置する
- 1978年3月 小児専用病棟開設
- 1986年3月 松下記念病院と改称し、守口市外島町に新築移転（病床数359床）
- 1990年6月 MR棟が完成し、磁気共鳴断層撮影装置(MRI)を稼働
- 1998年1月 日本医療機能評価機構より病院機能評価認定される（以降5年毎に再認定される）
- 1998年5月 リハビリ棟新築完成
- 2000年3月 松下介護老人保健施設「はーとぴあ」を開設する
- 2001年1月 オーダリングシステムを導入する
- 2003年8月 新医療法に基づく一般病床の届出（病床数359床）
- 2004年5月 救急室・ICU改修 HCU・外来化学療法室新設
- 2004年7月 DPC制度の試行導入開始
- 2005年7月 病棟3階患者用談話室・図書室新設
- 2005年10月 PET-CT設置
- 2006年4月 DPC対象病院に認可
- 2006年6月 一般病棟入院基本料(7対1)届出提出
- 2007年4月 地域医療連携室拡張移設
- 2008年1月 病院機能評価再認定Ver.5
- 2008年7月 プライバシーマーク取得
- 2009年1月 電子カルテシステム導入
- 2009年4月 大阪府癌診療拠点病院に指定
- 2009年4月 フィルムレス完了
- 2009年11月 地域医療支援病院に承認される
- 2009年12月 高精度放射線治療装置「NovalisTx」導入
- 2010年5月 病院内自律搬送ロボット「HOSPI」導入
- 2011年4月 医療連携センター開設
- 2016年4月 緩和ケア病棟16床開設
- 2018年4月 地域包括ケア病棟53床開設

## 診療科
- 総合診療内科
- 救急診療科
- 糖尿病・内分泌内科
- 足病診療科
- 呼吸器内科
- 血液内科
- 消化器内科
- 循環器内科
- 脳神経内科
- 精神神経科
- 外科
- 脳神経外科
- 整形外科
- リハビリテーション科
- 皮膚科
- 泌尿器科
- 眼科
- 耳鼻咽喉科
- 腎不全科
- 麻酔科
- 放射線科
- 小児科
- 産婦人科
- 歯科口腔外科
- 緩和ケア内科
- 臨床検査科

## 交通アクセス
- 京阪電鉄: 守口市駅より徒歩約15分
- 地下鉄谷町線: 守口駅より徒歩約10分
- 京阪バスタウンくる: 「守口市駅」より「八雲北住宅」行きに乗車 「外島町（松下記念病院）」下車すぐ
- 阪神高速道路: 12号守口線「西行き」守口ランプ 高速出口降り右折→「庭窪郵便局前」交差点右折→「大日」交差点右折→国道1号線で「八島」交差点を右折 駐車場（有料:176台）完備